# 12654 Heinofalcke
12654 Heinofalcke este o planetă minoră (asteroid) din centura de asteroizi. A fost descoperită pe 16 octombrie 1977 la Observatorul Palomar de Cornelis Johannes van Houten și a fost numită după Heino Falcke⁠(d). 
Obiectul prezintă o orbită caracterizată de o semiaxă mare de 3,0752274 UAi, o excentricitate de 0,11, o înclinație de 11,75349 ° în raport cu ecliptica.